# Bendita mentira
Bendita mentira es una telenovela mexicana dirigida por Lorenzo de Rodas y producida por Jorge Lozano Soriano para la cadena Televisa, siendo transmitida por El Canal de las Estrellas entre el 5 de agosto y el 6 de diciembre de 1996. Está basada en la radionovela Soledad, original de la escritora cubana Inés Rodena y protagonizada por Angélica María, Mariana Levy y Sergio Catalán en su debut protagónico, con la participación antagónica de Ana Patricia Rojo.

## Argumento
Esperanza es una mujer que trabaja como ama de llaves en la casa de la familia de la Mora donde vive su hijo Diego, pero él ha crecido creyendo que los de la Mora son sus padres. Diego es un muchacho de sociedad, acostumbrado a los lujos y a vivir la vida irresponsablemente. Su relación con Esperanza es muy hostil, él la humilla y la desprecia porque cree que quiere reemplazar a su difunta madre. Por el contrario, Carolina es una joven y bella mujer que vive en una casa humilde con su madre Goya y su hermana Margarita, que la ayuda y apoya.
Carolina pierde a su madre, y junto con Margarita y el apoyo de su vecina Petronila, lucha por salir adelante. Así, Carolina y Esperanza se desviven por conseguir el amor que tanto les hace falta. Esperanza lucha por obtener el amor de su hijo y Carolina vive sin una madre a quien quiere recuperar. Sin embargo la felicidad no llegará tan rápido ya que el padre de los de la Mora muere, dejando a Esperanza como tutora y albacea de sus cinco hijos, además de Diego, están Mireya, Fabricio quien es inválido, y los menores Lili y Saúl. Los tres últimos le tienen un gran cariño a Esperanza, pero la muerte de Don Erasmo ocasiona la frustración de Diego y su hermana Mireya, ambos desprecian a Esperanza y Mireya también llega a despreciar a Carolina que se ha enamorado de Diego, por lo que hará todo lo que esté en su poder para impedir la felicidad de Carolina y Esperanza.

## Elenco
- Angélica María - Esperanza Martínez de De la Mora
- Mariana Levy† - Carolina
- Sergio Catalán - Diego de la Mora
- Ana Patricia Rojo - Mireya de la Mora
- Ramón Abascal - Fabricio de la Mora
- Marisol Mijares - Liliana "Lili" de la Mora
- Joel Núñez - Saúl de la Mora
- Constantino Costas - David Grajales / Teo
- Mariana Karr† - Mariana
- Alejandra Meyer - Petronila
- Angélica Vale - Margarita
- Zully Keith - Flora
- José María Torre - Benny
- Karla Graham - Jessica
- Evita Muñoz "Chachita"† - Goya
- Héctor Gómez† - Don Erasmo de la Mora
- Guillermo Aguilar - Fernando Zambrano
- Socorro Avelar† - Veneranda
- María Idalia - Julia
- Marina Marín - Gloria
- Alicia Montoya† - Virtudes
- Gabriela Murray - Aurora
- Julio Monterde† - Benjamín
- Maty Huitrón† - Ramona
- Guillermo Rivas† - Padre Roque
- Susana Lozano - Maripaz
- Beatriz Martínez - Amelia
- Sergio Sánchez - Edgardo
- Riccardo Dalmacci - Angelo Fontanelli
- María Prado - Ruperta
- Rubén Morales - Ramiro
- Salvador Ibarra - Agustín
- Plutarco Haza - Dr. Sandoval
- Fabián Ibarra - Omar
- Fernando Torre Lapham
- Dolores Solana
- Luis Ferrer
- Luis Bernardos
- Moulay Peralta
- José Luis Sedeno
- Susana Ruiz
- Arturo Lorca - Agente del Ministerio Público
- Luis Ferrer
- Jesús Carrasco
- Néstor Leoncio

## Equipo de producción
- Historia original de: Inés Rodena
- Adaptación: Celia Alonso, Andrea Ordóñez
- Co-autoras: Lila Yolanda Andrade, Tere Medina
- Edición literaria: Alberto Aridjis
- Tema musical: Bendita mentira
- Autores: Rosita Quintana, Carlos Díaz "Caito"
- Intérprete: Angélica María
- Arreglos musicales: Luis Guzmán Zaldívar
- Escenografía: Fausto Medina
- Ambientación: Claudio Álvarez
- Diseño de vestuario: Tino Cheschitz, Solange Alchourrón
- Director de arte: Juan José Urbini
- Edición: Claudio González
- Jefa de reparto: Carmen Flores
- Coordinación en foro: Carlos Soria Pulgar
- Gerente administrativo: Jorge Arturo Calderón
- Coordinador de locaciones: Arturo Romo Medina
- Asistente de producción: Carlos Mercado Orduña
- Jefa de producción: Beatriz Soria Pulgar
- Coordinador de producción: José Luis León
- Dirección de cámaras en locación: Luis Toledo
- Dirección de escena en locación: Karina Duprez
- Dirección de cámaras: Juan Carlos Frutos
- Productor asociado: Carlos Moreno Laguillo
- Dirección de escena: Lorenzo de Rodas
- Productor: Jorge Lozano Soriano

## Premios y nominaciones

### Premios TVyNovelas 1997
| Categoría            | Nominado(a)       | Resultado |
| -------------------- | ----------------- | --------- |
| Mejor villana        | Ana Patricia Rojo | Nominada  |
| Mejor primera actriz | Angélica María    | Ganadora  |
| Revelación masculina | Sergio Catalán    | Ganador   |

## Versiones
- La primera versión fue la telenovela venezolana Corazón de madre, producida en 1969 por RCTV y protagonizada por Amalia Pérez Díaz.
- La segunda versión fue la telenovela mexicana Soledad, producida por Televisa en 1980 y protagonizada por Libertad Lamarque.